# Матиевский, Дмитрий Дмитриевич
Матиевский Дмитрий Дмитриевич — доктор технических наук, профессор, первый проректор Алтайского государственного технического университета по научной работе. Заведующий кафедрой «Двигатели внутреннего сгорания». Автор более 200 научных работ, патентов в области двигателестроения.

## Биография и карьера
Родился в 1940 году, в городе Мозырь Гомельской области (БССР), в 1962 году закончил Алтайский политехнический институт (позднее: Алтайский технологический университет) имени И. И. Ползунова по специальности «Двигатели внутреннего сгорания». В 1972 года на учёном совете Ленинградского политехнического института защитил кандидатскую, а в 1988 — докторскую диссертацию. С 1992 по 2005 годы первый проректор университета по научной работе.
Скончался вечером 5 марта 2012 года, на 72-м году жизни, на своём рабочем месте от сердечной недостаточности.

## Научные достижения
Автор 202 печатных работ, 17 патентов, научный руководитель.
Один из авторов концепции развития энергетики Алтайского края, с использованием когенерационных мини-ТЭЦ
Внёс большой вклад в развитие научных школ, создание диссертационных советов, развитие аспирантуры и докторантуры.
Среди его учеников, прошедших защиту на организованных Матиевским диссоветах, доктора технических наук Синицын Владимир Александрович (защитился в 1995), Свистула Андрей Евгеньевич (защитился в 2007). Руководимая им, одна из старейших (открыта в 1942 году), кафедра «Двигатели внутреннего сгорания» значительно расширила научный обмен с переподготовкой кадров для ведущих дизелестроительных заводов региона: Алтайского моторного завода и объединения Барнаултрансмаш.

## Награды
Обладатель звания «Заслуженный деятель науки Российской Федерации», «Почётный работник высшего профессионального образования Российской Федерации», награждён орденом «Знак почёта».
Его имя носит кафедра «Двигатели внутреннего сгорания» Алтайского государственного технического университета, которой он заведовал более четверти века.